# Юн Ин Хє
У цьому корейському імені прізвище (Юн) стоїть перед особовим ім'ям.
Юн Ин Хє (кор. 윤은혜, 尹恩惠; нар. 3 жовтня 1984) — південнокорейська акторка, співачка, артистка та модель. Дебютувала як учасниця жіночого гурту Baby Vox і була у гурті з 1999 по 2005, а потім у 2022 році була учасницею WSG Wannabe, жіночого проєктного гурту. Відтоді Ин Хє перейшла працювати в акторську сферу та отримала славу завдяки головним ролям у телевізійних драмах «Палац» (2006), «Виноградар» (2006), «Перший магазин кавового принца» (2007), «Моя чарівна леді» (2009), «Збреши мені» (2011), і «Сумую за тобою» (2012).

## Кар'єра

### 1999—2005: Дебют із Baby VOX
Ин Хє дебютувала як учасниця Baby Vox у віці 15 років, замінивши колишню учасницю (Лі Ка І) у 1999 році. Ин Хє була суб-вокалом у гурті.
Після її приєднання група випустила свій третій альбом «Come Come Come» у 1999 році. Цей альбом став їхнім першим серйозним успіхом, а їхні сингли «Get Up» і «Killer» досягли першого місця в корейських музичних чартах. 2000 року в очі Ин Хє вистрілив антифат з водного пістолета, що був наповнений соєвим соусом і оцтом. Її агентство заявило, що підозрюваних хотів осліпити Ин Хє, але через те, що травми виявилися незначними, вона відмовилася подавати на нього до поліції.
Ин Хє також була частим гостем у популярному ігровому шоу «Людина Ікс» каналу SBS з 2004 по 2005, здобувши популярність завдяки своєму образу «дівчини-воїна» в шоу та лінії кохання з Кім Чон Ґуком.
Слідом за колегою Сім Ин Джін, Юн Ин Хє закінчила свою шестирічну діяльність у складі Baby VOX у липні 2005 року, коли закінчився її контракт з DR Entertainment.

### 2006—2007: Проривний успіх із серіалами «Палац» і «Перший магазин кавового принца»
У 2006 році Ин Хє дебютувала в романтичній комедії «Палац», де вона зіграла звичайну дівчину, яка завдяки шлюбу з наслідним принцом стає кронпринцесою. Спочатку шанувальники манхви «Палац» поставили під сумнів її акторські здібності та розіслали петиції проти виконання нею головної ролі у серіалі, вимагаючи її заміни. Попри суперечку, серіал «Палац» став величезним успіхом по всій Азії та приніс славу Ин Хє, зробивши її частиною корейської хвилі
Потім Ин Хє дебютувала на великому екрані, зігравши роль боксера у фільмі «Легенда про різця семи сантиметрів». Вона повернулася на телебачення, зігравши головну роль у серіалі «Виноградар», який вийшов на KBS у липні 2006 року. «Виноград» спочатку мав низькі рейтинги, але отримав позитивні відгуки за зворушливий сюжет і гру акторів, і згодом кількість глядачів зросла. Ин Хє здобула нагороду за найкращу жіночу роль на церемонії вручення нагород Grimae Awards 2006, де переможців обирають кінематографісти кожної телерадіомовної станції в Кореї.
У 2007 році Ин Хє зіграла головну роль у драмі «Перший магазин кавового принца» каналу MBC. Вона зіграла томбоя, якого роботодавець прийняв за хлопчика. Драма стала ще одним величезним успіхом для Ин Хє, яку критики оцінили як акторку, яка вносить барвистий відтінок до своїх персонажів. На 44-й церемонії вручення Премії мистецтв Пексан Ин Хє випередила акторок-ветеранів Кім Хі Е та Пак Чін Хі, отримавши бажану нагороду за найкращу жіночу роль, ставши наймолодшою акторкою, яка коли-небудь отримувала цю нагороду. Завдяки великому успіху серіалів «Палац» і «Перший магазин кавового принца» Ин Хє стала однією з найвисокооплачуваніших акторок в індустрії.

### 2008—2011: Критика акторської гри
У 2009 році Ин Хє знялася в романтичній комедії KBS «Моя чарівна леді», зігравши зарозумілу, сувору спадкоємицю багатої бізнес-сім'ї. Попри те, що «Моя чарівна леді» мала помірний успіх, Ин Хє різко розкритикували за її неприродну мову та акцент, а також за її регресію в акторських здібностях.
Ин Хє повернулася на великий екран через п'ять років із фільмом про повноліття «Маленька чорна сукня» (2010), заснованому на однойменному романі Кім Мін Со у стилі чик-літ. Потім вона знялася в романтичному комедійному серіалі SBS «Збреши мені» (2011), зігравши розумну урядовицю, якій не пощастило у коханні. Однак комерційного успіху обидва проєкти не досягли.

### 2012—2015: режисерський дебют, визнання та «Богиня моди»
У 2012 році Ин Хє дебютувала як режисер з короткометражним фільмом «В'язання», який став її першим завданням як аспірантки в університеті Чунана. Фільм був показаний на 17-му Міжнародному кінофестивалі у Пусані та брав участь у конкурсі короткометражних фільмів Кореї. Він також був показаний на 38-му Фестивалі незалежного кіно у Сеулі як один із п'яти короткометражних фільмів у категорії «Новий вибір». Того ж року вона працювала в журі «Премії обличчя короткометражних фільмів» на Азійському міжнародному фестивалі короткометражних фільмів (AISFF).
Наприкінці 2012 року Ин Хє зіграла головну роль у мелотрилері MBC «Сумую за тобою», зігравши жертву сексуального насильства. Ця роль стала переломним моментом для неї, яка отримала визнання критиків за свою гру. За цим зіграла головну роль у романтичній комедії KBS «Одружися з ним, якщо насмілишся», її героїня — 32-річна операторка колл-центру, яка подорожує в часі, щоб змінити своє майбутнє. 2014 року Ин Хє разом із Пак Сі Ху отримала роль у китайсько-південнокорейському романтичному фільмі «Після кохання».
У 2015 році Ин Хє зробила особливу появу у фільмі «Хроніка торговця кров'ю» режисера Ха Чон У. Потім вона приєдналася до другого сезону «Богиня моди», китайської програми виживання в галузі модного дизайну, де учасники мають продемонструвати суддям свої власні дизайни. 29 серпня 2015 року Ин Хє отримала перше місце в рейтингу.

### 2017–тепер: Повернення з паузи
У 2017 році Ин Хє повернулася в корейську індустрію розваг, де брала участь як регулярної учасниці розважального шоу «Дорога домашня тваринко, ми маємо поговорити» каналу tvN.
У 2018 році Ин Хє отримала роль у романтичній комедійній драмі «Попередження про кохання». Це знаменує її повернення на малий екран через п'ять років після її останньої драми «Одружися з ним, якщо насмілишся», що вийшла у 2013 році.
У 2019 році Ин Хє знялася у 2-серійній романтичній драмі «Пісня Ґо Ґо».

## Скандали

### Конфлікти з керівництвом
У липні 2007 року спливли конфлікти з агентства Ин Хє, Eight Peaks; зрештою вона подала свідоцтво про вміст (СПВ; 내용증명) про те, щоб скасувати її контрактну угоду з компанією. Зміст першого СПВ стверджував, що в січні 2007 року вона затверджена на роль у драмі MBC «Ке Сера, Сера» і навіть завершила читання сценарію та репетиції для майбутніх зйомок. Однак компанія Eight Peaks змусила Ин Хє відмитися від цієї ролі, щоб вона знялася у драмі їхнього виробництва, внаслідок чого її роль отримала Чон Ю Мі. Після того, як компанія відмовила у задовільнені її заяви, Ин Хє взяла дводенну відпустку в Канвондо в березні. Eight Peaks стверджували, що нічого не знали про цей так званий інцидент, і поширили в Інтернеті чутки про безвідповідальність Ин Хє, що завдало шкоди її репутації. У серпні Ин Хє подала друге СПВ, яка містила докази на підтримку неприйнятних дій Eight Peaks. Ці дії включали неналежну обробку та розподіл/поділ заробітку і доходів, а також односторонній спосіб прийняття та виконання рішень, що спричинило величезні проблеми".
Ин Хє і Eight Peaks нарешті дійшли взаємної згоди шляхом ретельних переговорів і мирно врегулювали свої конфлікти. Коли суперечка щодо її контракту була вирішена, у жовтні 2008 року було повідомлено, що Ин Хє підписала контракт із Kraze Entertainment, яка новою компанією, що управляє нею.

### Звинувачення в плагіаті
Після перемоги Ин Хє у китайській модній програмі «Богиня моди», у якій вона представила біле пальто з комірами та унікальною бахромою на рукавах, щоб створити відчуття крил відповідно до теми фільму «Хроніки Нарнії», корейський модний дизайнер Юн Чхун Хо звинуватив Ин Хє в плагіаті. Дизайнер звинуватив Ин Хє в тому, що вона вкрала його дизайн після того, як йому стало відомо про її твір на шоу, і він опублікував порівняння свого творіння з творінням Ин Хє, заявивши, що він і його команда наполегливо працювали над твором із колекції F/W (Осінь/Зима). Юн Чун Хо також розповів, що він чув, що Ин Хє та її стиліст купили спонсорський наряд лише кілька днів тому. Крім того, вона була втягнута в ще одне звинувачення в плагіаті, коли інший її дизайн був звинувачений у тому, що він схожий на сукню від 2015 F/W Dolce & Gabbana.
Ин Хє спростувала звинувачення, заявивши, що її ідея для вбрання виникла від стилю Victor & Rolf 2008 року та колекції Lanvin 2014 року, де використовувалися прикраси з пір'я. Крім того, вона засудила Юн Чун Хо за спробу заробити на її славі.

## Фільмографія

### Фільми
| Рік  | Назва                                | Роль                                    | Замітки                              | Прим.  |
| ---- | ------------------------------------ | --------------------------------------- | ------------------------------------ | ------ |
| 2002 | «Невідкладний закон №19»             | Співачка Vegiemeal разом із Baby V.O.X. | Камео                                | [ 47 ] |
| 2006 | «Легенда про різця семи сантиметрів» | Хан Мін Джу                             |                                      | [ 11 ] |
| 2011 | «Маленька чорна сукня»               | Лі Ю Мін                                |                                      | [ 21 ] |
| 2012 | «В'язання»                           | Не брала участь як акторка              | Короткометражний фільм; як режисерка | [ 25 ] |
| 2015 | «Хроніка торговця кров'ю»            | Ім Пун Бан                              | Камео                                | [ 35 ] |
| 2016 | «Після кохання»                      | Ин Хон                                  | Фільм Південної Кореї і КНР          | [ 34 ] |

### Телесеріали
| Рік       | Назва                             | Роль          | Замітки                 | Мережа  | Прим.  |
| --------- | --------------------------------- | ------------- | ----------------------- | ------- | ------ |
| 2006      | «Палац»                           | Сін Чхе Ґьон  |                         | MBC     | [ 48 ] |
| 2006      | «Виноградар»                      | Лі Чі Хьон    |                         | KBS     | [ 12 ] |
| 2007      | «Перший магазин кавового принца»  | Ко Ин Чхан    |                         | MBC     | [ 15 ] |
| 2009      | «Моя чарівна леді»                | Кан Хє На     |                         | KBS     | [ 18 ] |
| 2010      | «Особистий смак»                  | Юн Ин Су      | Камео, серія 8          | MBC     | [ 49 ] |
| 2011      | «Збреши мені»                     | Кон А Джон    |                         | SBS     | [ 22 ] |
| 2012      | «Дорога надії»                    | Себе          | Камео                   | KBS     | [ 50 ] |
| 2012–2013 | «Сумую за тобою»                  | Лі Су Йон/Зої |                         | MBC     | [ 28 ] |
| 2013      | «Одружися з ним, якщо насмілишся» | На Мі Ре      |                         | KBS     | [ 32 ] |
| 2018      | «Радий зустрічі»                  | Себе          | Китайська драма (камео) | Tencent | [ 51 ] |
| 2018      | «Попередження про кохання»        | Юн Ю Джон     |                         | MBN     | [ 38 ] |
| 2019      | «Пісня Ґо Ґо»                     | Гун Сун-хва   |                         | CGNTV   | [ 39 ] |

### Розважальні програми
| Рік       | Назва                                          | Роль                        | Замітки                         | Мережа            | Прим.         |
| --------- | ---------------------------------------------- | --------------------------- | ------------------------------- | ----------------- | ------------- |
| 2004-2005 | «Людина Ікс»                                   | Постійна гостя              |                                 | SBS               | [ 6 ]         |
| 2016      | «Богиня моди»                                  | Конкурсантка                | 2 сезон                         | Dragon Television | [ 36 ]        |
| 2017      | «Дорога домашня тваринко, ми маємо поговорити» | Гостя                       |                                 | tvN               | [ 37 ]        |
| 2020-2021 | «Найкращий зірковий рецепт у веселосторан»     | Конкурсантка                | Серії 49–51, 61–63              | KBS               | [ 52 ] [ 53 ] |
| 2020      | «Закон джунглів у нульовій точці»              | Учасниця акторського складу |                                 | SBS               | [ 54 ]        |
| 2021      | «Кулінарія — народження короля кулінарії»      | Конкурсантка                |                                 | JTBC              | [ 55 ]        |
| 2022      | «Провести час з Ю»                             | Учасниця гурту WSG Wannabe  |                                 | MBC               | [ 56 ]        |
| 2022      | «Кіліманджаро»                                 | Учасниця акторського складу | з Хьо Джон, Юї та Сон Хо Джуном | tvN               | [ 57 ]        |

## Дискографія

### Сингли
| Рік  | Трек                                   | Співачка                                       | Альбом/замітки                | Прим.  |
| ---- | -------------------------------------- | ---------------------------------------------- | ----------------------------- | ------ |
| 2008 | «Salad Song»                           | Юн Ин Хє разом із Лі Дон Гон                   | Рекламний фільм Samsung Ziple |        |
| 2008 | «사랑해 (I Love You)»                  | Mighty Mouth разом із Юн Ин Хє                 | Цифровий сингл                |        |
| 2009 | «Ziple 'Asak'»                         |                                                | Рекламний фільм Samsung Ziple |        |
| 2009 | «Romance»                              | Юн Ен Хе та Юн Сан Хьон                        | «My Fair Lady OST»            |        |
| 2009 | «Dash Girl»                            |                                                | «My Fair Lady OST»            |        |
| 2010 | «AM 5:00 Do.U Production Crew (Outro)» |                                                | «[Do.U] Know Me»              |        |
| 2010 | «Tic Tok»                              | 2PM разом із Юн Ин Хє                          | Цифровий сингл                | [ 58 ] |
| 2011 | «Love Is Blind»                        |                                                | «Little Black Dress OST»      |        |
| 2011 | «My Black Mini Dress»                  | Юн Ин Хє, Пак Хан Бьоль, Чха Є Рьон та Ю Ін На | «Little Black Dress OST»      |        |

## Як посол
- Посол зі зв'язків із громадськістю з питань протидії голоду (2023)[59]

## Нагороди та номінації
| Рік  | Нагорода                                                      | Категорія                                                                        | Робота                            | Результат | Прим.  |
| ---- | ------------------------------------------------------------- | -------------------------------------------------------------------------------- | --------------------------------- | --------- | ------ |
| 2006 | 42-га Премія мистецтв Пексан                                  | Найкращий акторський дебют (жінки, телебачення)                                  | «Палац»                           | Номінація | [ 60 ] |
| 2006 | 19-та Премія Ґріме                                            | Найкраща акторка                                                                 | «Виноградар»                      | Перемога  | [ 61 ] |
| 2006 | Премія MBC драма                                              | Найкраща нова акторка                                                            | «Палац»                           | Перемога  | [ 62 ] |
| 2006 | Премія MBC драма                                              | Нагорода за популярність (акторки)                                               | «Палац»                           | Номінація | [ 63 ] |
| 2006 | Премія MBC драма                                              | Найкраща пара з Чу Чі Хуном                                                      | «Палац»                           | Номінація | [ 63 ] |
| 2006 | Премія KBS драма                                              | Найкраща нова акторка                                                            | «Виноградар»                      | Перемога  | [ 64 ] |
| 2006 | Премія KBS драма                                              | Найкраща пара з О Ман Соком                                                      | «Виноградар»                      | Перемога  | [ 64 ] |
| 2006 | Премія KBS драма                                              | Нагорода за високу майстерність (акторки)                                        | «Виноградар»                      | Номінація |        |
| 2006 | Премія KBS драма                                              | Нагорода за популярність (акторки)                                               | «Виноградар»                      | Номінація |        |
| 2007 | Премія MBC драма                                              | Нагорода за високу майстерність, Найкраща акторка                                | «Перший магазин кавового принца»  | Перемога  | [ 65 ] |
| 2007 | Премія MBC драма                                              | Нагорода за популярність (акторки)                                               | «Перший магазин кавового принца»  | Номінація |        |
| 2007 | Премія MBC драма                                              | Найкраща пара з Кон Ю                                                            | «Перший магазин кавового принца»  | Номінація |        |
| 2007 | Мобільна розважальна премія                                   | Акторка драми                                                                    | «Перший магазин кавового принца»  | Перемога  | [ 66 ] |
| 2008 | 44-та Премія мистецтв Пексан                                  | Найкраща жіноча роль (телебачення)                                               | «Перший магазин кавового принца»  | Перемога  | [ 67 ] |
| 2008 | 48-ий Телевізійний фестиваль в Монте-Карло                    | Найкраща акторка                                                                 | «Перший магазин кавового принца»  | Номінація | [ 68 ] |
| 2008 | 3-тя Сеульська міжнародна премія драми                        | Найкраща акторка                                                                 | «Перший магазин кавового принца»  | Номінація | [ 69 ] |
| 2009 | Міжнародна виставка корейських ювелірних виробів і годинників | Найкраща леді ювелірних виробів                                                  | Н/Д                               | Перемога  | [ 70 ] |
| 2009 | Премія KBS драма                                              | Нагорода за популярність (акторки)                                               | «Моя чарівна леді»                | Перемога  | [ 71 ] |
| 2009 | Премія KBS драма                                              | Найкраща пара з Юн Сан Хьоном                                                    | «Моя чарівна леді»                | Перемога  | [ 71 ] |
| 2009 | Премія KBS драма                                              | Нагороди за майстерність, Найкраща акторка мінісеріалу                           | «Моя чарівна леді»                | Номінація |        |
| 2011 | Премія SBS драма                                              | Нагорода за високу майстерність, Найкраща акторка у спеціальнозапланованій драмі | «Збреши мені»                     | Номінація |        |
| 2012 | Премія MBC драма                                              | Нагорода за популярність (акторки)                                               | «Сумую за тобою»                  | Перемога  | [ 72 ] |
| 2012 | Премія MBC драма                                              | Нагорода «Зірка корейської хвилі»                                                | «Сумую за тобою»                  | Перемога  | [ 72 ] |
| 2012 | Премія MBC драма                                              | Нагорода за високу майстерність, Найкраща акторка мінісеріалу                    | «Сумую за тобою»                  | Номінація |        |
| 2012 | Премія MBC драма                                              | Найкраща пара з Пак Ю Чхоном                                                     | «Сумую за тобою»                  | Номінація |        |
| 2012 | Премія MBC драма                                              | Найкраща пара з Ю Син Хо                                                         | «Сумую за тобою»                  | Номінація |        |
| 2013 | Великі призи 10-ої річниці корейської хвилі                   | Гран-прі, найкраща жіноча роль                                                   | «Сумую за тобою»                  | Перемога  | [ 73 ] |
| 2013 | Премія KBS драма                                              | Нагороди за майстерність, Найкраща акторка мінісеріалу                           | «Одружися з ним, якщо насмілишся» | Номінація |        |
| 2013 | Премія KBS драма                                              | Нагорода Netizen (акторки)                                                       | «Одружися з ним, якщо насмілишся» | Номінація |        |
| 2013 | Премія KBS драма                                              | Найкраща пара з Лі Дон Гоном                                                     | «Одружися з ним, якщо насмілишся» | Номінація |        |
| 2016 | 18-та Премія Хуадін                                           | Найкраща глобальна телевізійна акторка                                           | Н/Д                               | Перемога  | [ 74 ] |